# Phan Văn Santos
Fábio dos Santos dit Phan Văn Santos, né le 30 septembre 1977 à Rio de Janeiro au Brésil, est un footballeur brésilien naturalisé vietnamien, qui évoluait au poste de gardien de but.

## Biographie
De 1997 à 2000, il joua au Brésil, puis arriva au Viêt Nam en 2001, dans le club de Đồng Tâm Long An, et devint international vietnamien en 2008, avec le match contre la sélection olympique brésilienne, se préparant pour les JO 2008. 
Lors de la Ligue des champions de l'AFC 2006, il inscrivit un but contre Shanghai Shenhua, ce qui fit de lui le seul but marqué par un gardien de but dans cette compétition.

## Palmarès
- Championnat du Brésil de football
  - Champion en 1997
- Copa Libertadores
  - Vainqueur en 1998
- Championnat de Rio de Janeiro de football
  - Champion en 1992, 1993, 1994 et 1998
- Coupe du Viêt Nam de football
  - Vainqueur en 2005
- Supercoupe du Viêt Nam de football
  - Vainqueur en 2006
- Championnat du Viêt Nam de football
  - Champion en 2005 et 2006